# Hunčík Péter
Hunčík Péter (Ipolyság, Csehszlovákia 1951. május 25. –) Szlovákiában élő magyar pszichiáter, politikus, író.

## Életpályája
Az ipolysági magyar gimnáziumban érettségizett 1970-ben. Orvosi diplomáját (általános orvosi szakon) a pozsonyi Comenius Egyetemen szerezte meg 1976-ban. 1976-tól 1979-ig Érsekújváron iskolaorvos, majd a dunaszerdahelyi kórház belgyógyásza, 1981-től 1988-ig körzeti orvos Nagymegyeren. 1988-ban pszichiátriai szakvizsgát tett, ezt követően elmegyógyászi praxist folytatott Pozsonyban, Dunaszerdahelyen és máig Nagymegyeren.
1989-ben a Független Magyar Kezdeményezés polgári mozgalom alapító tagja, a bársonyos forradalom központi aktivistája és a NAP című első szlovákiai magyar független újság alapító-főszerkesztője. A pozsonyi PEN Club és a Pszichiátriai Társaság tagja. 1990–1992 között Václav Havel csehszlovák köztársasági elnök kisebbségügyi tanácsadója.
1992-től 1997-ig a szlovákiai Magyar Polgári Párt Országos Elnökségének tagjaként, 1990–2006 között pedig dunaszerdahelyi önkormányzati képviselőként vett részt a politikában.
1990–2003 között a Márai Sándor Alapítvány (Pozsony/Dunaszerdahely) társalapítója és igazgatója, majd 1997-től az alapítvány égisze alatt működő Európai Kommunikációs Tréningközpont vezetője. 1993-ban a NOVA független TV-állomás (Prága) alapítója és társtulajdonosa. 1996-ban a pozsonyi Invisible College és az Inštitút pre verejné otázky – Institute for Public Affairs (IVO) intézet társalapítója. 1996-ban jelentős magánadománnyal járult hozzá a Fórum Kisebbségkutató Intézet kiépítéséhez és fejlesztéséhez. 1998–2002 között a Selye János Egyetem Alapítványának társalapítója és vezetőségi tagja. 2001-ben a Sigillum Oppidi Saag (Ipolyság Város Pecsétje) alapítvány alapítója. 2000–2003 között a Duna TV (Budapest) elnökének főtanácsadója. 2003-ban a Fórum Kisebbségkutató Intézet Interetnikus Kutatások Központjának igazgatója. 2003-tól 2006-ig a kanadai Carleton University Ottawa vendégtanára (őszi szemeszter), ahol politológiát oktat. Itt írja meg Határeset című első regényét, amelyet számos irodalmi díjjal jutalmaztak. 2004–2005-ben a budapesti Károli Gáspár Református Egyetemen ad elő.
Közéleti író, publicista, folyamatosan jelennek meg írásai a szlovákiai magyar és szlovák sajtóban, valamint a magyarországi médiában. 1990 után elsősorban etnopszichológiai és emberjogi tanulmányokat ír, fordít cseh és szlovák nyelvből, versei, esszéi, színházkritikái és egyéb publicisztikai írásai az Irodalmi Szemle, a Kortárs, a Látóhatár, a Nagyvilág, a Tiszatáj, az Új Ifjúság, az Új Forrás, az Új Szó, Vasárnap című lapokban jelentek meg. Írásainak egy része a nyolcvanas évekig Somos Péter néven jelent meg. Színházi dramaturgként 1982–1983-ban a győri Kisfaludy Színházzal, majd a Bárka Színházzal és a Dunaszerdahelyi Szevasz Színházzal működött együtt. Pszichodrámával is foglalkozik. Szlovákián és Magyarországon kívül eddig Romániában, Izraelben, Írországban, Litvániában, Fehéroroszországban, Üzbegisztánban, Kazahsztánban, Kirgíziában, Azerbajdzsánban, Ukrajnában tartott etnikai konfliktuskezelő tréningeket, de dolgozott afgán, szerb, koszovói stb. menekültekkel is. Kutatási területei: öngyilkosság, kommunikáció, kétnyelvűség, szociálpszichológia, konfliktuskezelés, multikulturalizmus, kisebbségi kérdés, roma kérdés, szlovák–magyar viszony.
Rendszeres vendége több közéleti fórumnak is, mint például a Komáromi Szalon, vagy a Gombaszögi Nyári Tábor.
2009 végén Határeset című regényéért elnyerte a Bródy Sándor-díjat, ami az év legjobb első kötetes prózaírójának jár.
Ezt megelőzően számos politikai és pszichiátriai témájú könyve jelent meg, például a FER – Feszültség-előrejelző rendszer, 1999-ben Bordás Sándorral közösen, a Magyarok Szlovákiában 1989–2004 (2004, Fazekas Józseffel), és az angol nyelvű Global Report on Slovakia (1997, Martin Butoraval).
Az 1990-es évek elején dolgozott Václav Havel tanácsadójaként is.
Dunaszerdahelyen él, ahol továbbra is pszichiátriai magánrendelőt tart fenn.[forrás?]

## Díjak, elismerések
- 2009 Bródy Sándor-díj[8]
- 2010 Talamon Alfonz-díj
- 2010 A Magyar Érdemrend lovagkeresztje
- 2019 Ľudovít Štúr Érdemrend I. fokozat[10]

## Művei

### Könyvek
- Szélén az országútnak. Csehszlovákiai magyar líra 1918–1989. Regio Könyvek, Budapest, 1990
- Fedor Gál – Pavol Frič – Hunčík Péter – Christopher Lord: Maďarská menšina v Československu (A magyar kisebbség Csehszlovákiában). Vydavateľstvo GplusG, Praha, 1994
- Fedor Gál–Pavol Frič–Hunčík Péter–Christopher Lord: Hungarian minority in Slovakia. Praha: Vydavateľstvo GplusG, Praha, 1994
- Bordás Sándor–Pavol Frič–Katarína Haidová–Hunčík Péter–Máthé Róbert: Ellenpróbák – a magyar-szlovák viszony vizsgálata etnopszichológiai módszerekkel. Nap Kiadó, Dunaszerdahely, 1995
- Bordás Sándor–Pavol Frič–Katarína Haidová–Hunčík Péter–Máthé Róbert: Mýty a kontramýty. Nap Kiadó, Bratislava – Dunajská Streda, 1995
- Bordás Sándor–Pavol Frič–Katarína Haidová–Hunčík Péter–Máthé Róbert: Counterproof. Nap Kiadó, Bratislava – Dunajská Streda, 1995
- Martin Bútora–Péter Hunčík: Slovensko v šiestom roku transformácie. Súhrnná správa o stave spoločnosti v I. polroku 1995 (Szlovákia az átalakulás hatodik évében.) Márai Sándor Alapítvány – Nap Kiadó, Bratislava – Dunajská Streda, 1995
- Martin Bútora–Péter Hunčík: Slovensko 1995. Súhrnná správa o stave spoločnosti. (Szlovákia 1995. Jelentés a szlovák társadalomról.) Márai Sándor Alapítvány – Nap Kiadó, Bratislava – Dunajská Streda, 1996
- Martin Bútora–Péter Hunčík: Global Report on Slovakia. Comprehensive Analyses From 1995 And Trends From 1996. Márai Sándor Alapítvány – Nap Kiadó, Bratislava – Dunajská Streda, 1997
- Péter Hunčík (ed.): Confidence building in the Carpathian basin. Márai Sándor Alapítvány – Nap Kiadó, Dunaszerdahely, 1999
- Bordás Sándor–Hunčík Péter: FER – Feszültség előrejelző rendszer. Nap Kiadó – Márai Sándor Alapítvány, Dunaszerdahely, 1999
- Bordás Sándor–Hunčík Péter: SPON – Systém prognózovania ohnísk napätia. Nap Kiadó – Nadácia Sándora Máraiho, Dunajská Streda, 1999
- Bordás Sándor–Hunčík Péter: TAS – Tension Anticipation System. Dunajská Streda: Nap Kiadó. Sándor Márai Foundation, 2000
- Bordás Sándor–Hunčík Péter–Mikulás Domonkos–Stredl Terézia: Együttlét. Egy interetnikus tréning tapasztalatai. Balassi Kiadó – Magyar Pax Romana, Budapest, 2004
- Fazekas József–Hunčík Péter (szerk.): Magyarok Szlovákiában (1989–2004). Összefoglaló jelentés. A rendszerváltástól az európai uniós csatlakozásig. I. kötet. Fórum Kisebbségkutató Intézet/Lilium Aurum Könyvkiadó, Somorja – Dunaszerdahely, 2004
- Fazekas József–Hunčík Péter (szerk.): Magyarok Szlovákiában. Dokumentumok, kronológia (1989–2004). II. kötet. Fórum Kisebbségkutató Intézet/Lilium Aurum Könyvkiadó, Somorja – Dunaszerdahely, 2005
- Hunčík Péter: Határeset. Kalligram, Pozsony, 2009
- Péter Hunčík: Hraničný prípad. Kalligram, Bratislava, 2011[5]

### Tanulmányok
- Leveles üdvözlet Jakoby Gyulának nyolcvanadik születésnapjára. Új Forrás – Kulturális, Irodalmi és Művészeti folyóirat. Tatabánya, 1989. április 2. 22–27.
- Megközelítések. In: Versantológia. Madách Könyvkiadó, Pozsony, 1980
- Gondolatok az anyanyelvről. In: A hűség nyelve. Madách Könyvkiadó, Pozsony, 1980. 56–62.
- Műhely ´80. In: Versantológia. Madách Könyvkiadó, Pozsony, 1980
- Don Föl Don futó. Vers. Életünk – irodalmi, művészeti és kritikai folyóirat. (Szombathely) 1981/11. 930–932.
- A mullók városa. In: Meseantológia. Madách Könyvkiadó, Pozsony, 1983
- Kis családi iskola. Szexuális életünkről. Nő. A Szlovákiai Nőszövetség hetilapja. Vydavateľstvo Živena, Bratislava, 1983. november 8. (46. számtól hetente, Bordás Sándorral felváltva) 1984. október 23-ig (43. sz.)
- Öngyilkosságok vizsgálata Dél-Szlovákiában. In: Madách Naptár, 1989. Madách Könyvkiadó, Pozsony, 1988
- Nemzetiségek vizsgálata Szlovákiában. Regio. Kisebbségtudományi Szemle, 1990/1. 166–173.
- A kisebbségi lét határvonalai. Regio. Kisebbségtudományi Szemle, 1990/2. 167–181.
- A nagy kacsintás. A szocialista ember – kisebbségi ember. In: Madách Naptár, 1992. Pozsony, 1991
- Komunikácia, metakomunikácia, agresivita. In: Dialóg a dialogickosť v politike, spoločnosti, filozofii a kultúre. Bratislava. Nadácia Milana Šimečku. Ústav Slovenskej literatúry Slovenskej akadémie vied, 1993. 34–42.
- Konfliktusmegoldó tréning. In: Magyarország 2000. Magyarország képe a nagyvilágban. Külföldi és hazai magyarok tanácskozása az országról. Osiris Kiadó. Budapest, 1997. 357–359.
- Maďarská menšina ve Slovenské republice. In: Ivan Gabal: Etnické menšiny ve střední Evropě. Konflikt nebo integrace. Vydavateľstvo GplusG, Praha, 1999
- Bordás Sándor–Hunčík Péter: FER – Feszültség előrejelző rendszer. Fórum Társadalomtudományi Szemle, 1999/1. 45–55.
- Tolmács nélkül. In: Magyarország 2000 IV. Tanácskozás. A magyarság lehetőségei a világban, az ezredfordulón. Custos Kiadó. Budapest, 2000, 197–199.
- Etnický imunodeficitný syndróm. OS Fórum občianskej spoločnosti. Vydavateľstvo Kalligram, Bratislava, 2003. május. 48–57.
- Etnikai immundeficites szindróma. Fórum Társadalomtudományi Szemle, 2003/1. 159–171.
- Inter-Ethnic Training with Psychodrama Methods. In: International Journal of Healing and Caring – Wholistic Healing Publications. September, 2006. Volume 6, No. 3. On-line. IJHC Website: http://www.wholistichealingresearch.com/63huncik%5B%5D
- Interetnikus tréningek pszichodramatikus módszerekkel. In: WJLF Évkönyv. I. WJLF – Wesley Nyomda, Budapest. I. (2006/1.) 101–120.